# Route 357 (Nouvelle-Écosse)
Pour les articles homonymes, voir Route 357.
La route 357 est une route secondaire de la Nouvelle-Écosse d'orientation nord-sud située dans le sud de la province, à l'est d'Halifax, reliant Musquodoboit Harbour à Middle Musquodoboit, suivant la rivière du même nom. Elle est une route faiblement fréquentée. De plus, elle mesure 39 kilomètres, et est asphaltée sur tout son tracé.

## Tracé
La route 357 débute à Musquodoboit Harbour, sur la route 7. Elle quitte la ville parle nord, puis elle suit la rive ouest de la rivière Musquodoboit en étant un peu sinueuse. Elle passe près du parc provincial Gibraltar Rock, puis elle continue sa route vers le nord en tombant dans une région plus peuplée. Elle croise la route 212 à Elderbank, puis elle se termine 10 kilomètres plus au nord au centre de Middle Musquodoboit, sur la route 224.

## Communautés traversées
- Middle Musquodoboit, km 0
- Gibraltar, km 16
- Meaghers Brant, km 22
- Elderbank, km 29
- Middle Musquodoboit, km 39